# ویتامین ب۳
4 (انگلیسی: Vitamin B3) نوعی ویتامین از دسته ویتامین‌های گروه ب است که سه نوع دارد: نیکوتینامید، نیاسین و نیکوتینامید ریبوزید. هر سه نوع ویتامین یاد شده، در بدن مبدل به نیکوتین‌آمید آدنین دی‌نوکلئوتید (NAD) می‌شوند. مادهٔ NAD برای حیات بشر ضروری است و بدن انسان قادر نیست آنرا بدون حضور ویتامین ب۳ یا تریپتوفان بسازد. نیکوتینامید ریبوزید در سال ۲۰۰۴ میلادی کشف شد. به این گروه سه تایی از ویتامین‌ها، گاهی ویتامین ب۳ کمپلکس گفته می‌شود.

## مکانیسم عملکرد
حضور مادهٔ نیکوتین‌آمید آدنین دی‌نوکلئوتید (NAD) به همراه نوع فسفریله آن نیکوتین‌آمید آدنین دی‌نوکلئوتید فسفات (NADP) در بدن جهت فرایند بازسازی دی‌ان‌ای و انتقال یون‌های کلسیم الزامی است.

## مسمومیت
حداکثر میزان مجاز ویتامین ب۳، ۳۵ میلی‌گرم در روز است. در دوزهای روزانه ۳۰ میلی‌گرم هم برافروختگی و قرمزی پوست گزارش شده‌است که همیشه از ناحیهٔ صورت آغاز شده و گاهی با خشکی پوست، خارش، بی‌حسی و سردرد همراه بوده‌است. مسمومیت کبدی، جدی‌ترین عارضهٔ ویتامین ب۳ است که در دوزهای بیشتر از ۲ گرم در روز رخ می‌دهد. هپاتیت ناگهانی مرگبار در دوزهای ۳ تا ۹ گرم در روز گزارش شده که نیازمند پیوند کبد است. سایر عوارض شامل پیش‌دیابت، افزایش دفع اوره در ادرار، ورم لکه زرد، و کیست لکه زرد است.

## کمبود
کمبود ویتامین ب۳ سبب بروز بیماری پلاگر می‌شود که در افراد الکلی شایع‌تر است. علائم این بیماری شامل استفراغ، بی‌اشتهایی، شکم‌درد و خستگی عمومی است.